# Trachymetopon
Trachymetopon ist eine Gattung aus der ausgestorbenen Gruppe der Mawsoniidae innerhalb der Quastenflosser (Actinistia), die im Jura die Epikontinentalmeere Europas bewohnte. Fossilfunde, die der Gattung zugeordnet werden, stammen aus dem Sinemurium und Toarcium Deutschlands, dem Callovium Frankreichs und möglicherweise auch dem Kimmeridgium Englands.

## Etymologie und Forschungsgeschichte

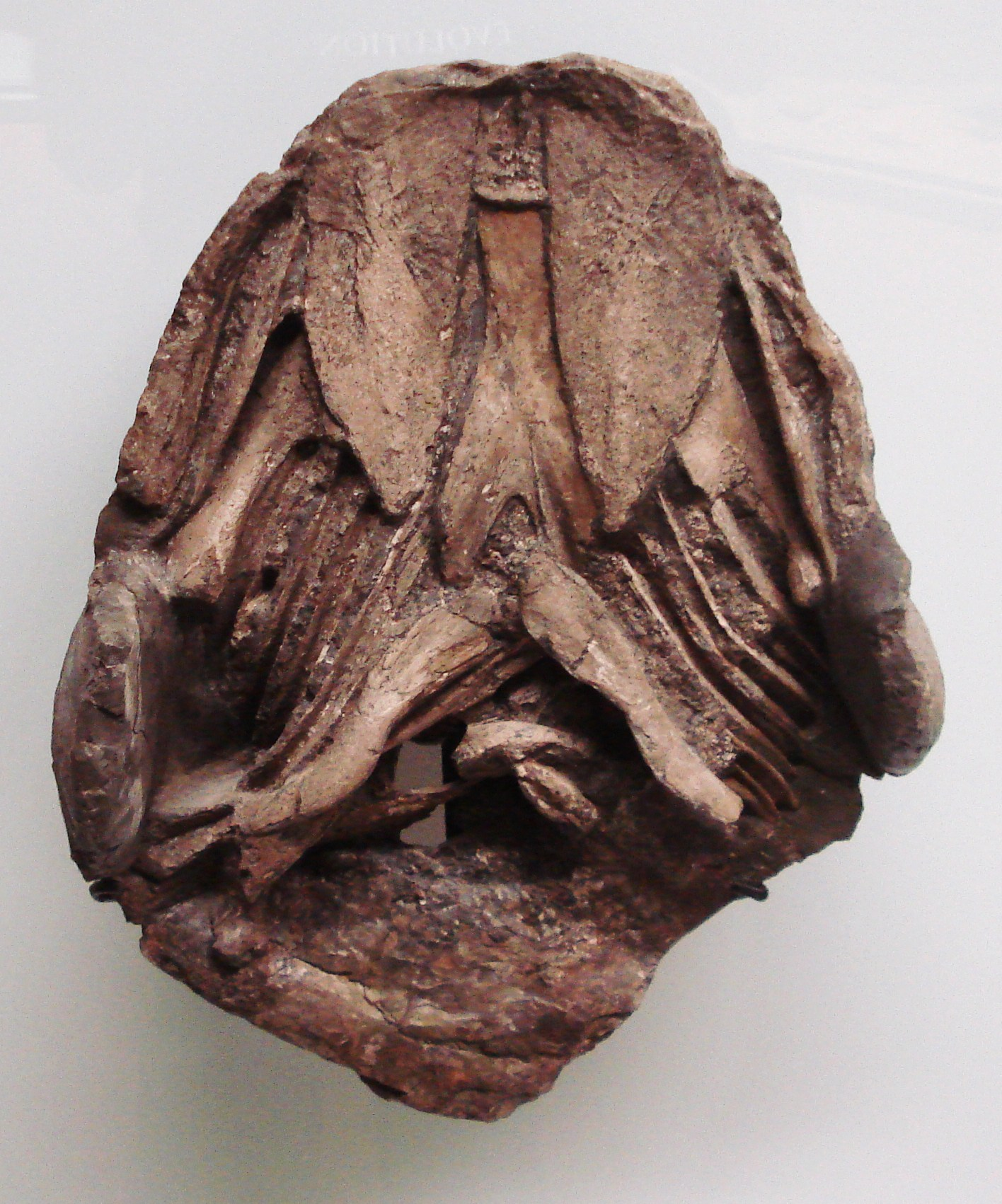
Trachymetopon liassicum; Schädelexemplar SMNS.15091 in ventraler Ansicht

Der Gattungsname Trachymetopon setzt sich zusammen aus dem altgriechisch τραχύς („trachýs“ = „rau“) in Kombination mit dem altgriechischen μέτοπον („métopon“ = „Stirn“). Die 1960 von Max Beier aufgestellte, gleichnamige Untergattung Trachymetopon der Laubheuschrecken-Gattung Cocconotus wurde 2008, der Prioritätsregel entsprechend, zu Trachymetopion korrigiert.
Der Holotypus der Typusart Trachymetopon liassicum wurde im Januar 1925 in einem der Posidonienschiefer -Steinbrüche (Toarcium) bei Ohmden im Landkreis Esslingen geborgen und zunächst in den Werkstätten von Bernhard Hauff in Holzmaden präpariert. Im März 1926 wurde das Fossil von Edwin Hennig für die Sammlung der Universität Tübingen erworben und erhielt dort zunächst die Inventarnummer 190 50 (heute GPIT.OS.770).
Nahezu zeitgleich, im Frühjahr 1925, gelangte eine Konkretion mit den Schädelresten eines großen Fisches aus dem Sinemurium von Balingen an das damalige „Naturalienkabinett in Stuttgart“ (heute Staatliches Museum für Naturkunde Stuttgart; SMNS). Das Fossil mit der Inventarnummer SMNS.15091 wurde von Hermann Aldinger korrekt als Überrest eines Quastenflossers erkannt und zunächst in die Gattung Undina gestellt.
Hennig hatte Aldinger mit der Beschreibung beider Funde beauftragt und Letzterer veröffentlichte bereits 1930 zu Vergleichszwecken einige Daten  ohne den Exemplaren einen wissenschaftlichen Namen zuzuweisen, jedoch mit dem Hinweis auf eine entsprechende zukünftige Publikation. Unter dem Eindruck der Entdeckung des Komoren-Quastenflossers (Latimeria chalumnae) im Dezember 1938, veröffentlichte Hennig im Mai 1939 in der populärwissenschaftlichen Zeitschrift „Die Umschau in Wissenschaft und Technik“ ein Foto von GPIT.OS.770 mit der Bezeichnung (Trachymetopon liassicus Ald.) und dem Hinweis: „Bisher unveröffentlichter Fund von Ohmden“. Hennig übernahm damit unverändert Aldingers Namensvorschlag aus dessen, noch nicht veröffentlichten, Entwurf zur Erstbeschreibung und bezeichnete dies später als „einstweiliges nomen nudum“. Die Verzögerung bei der Veröffentlichung der Erstbeschreibung empfand Hennig „in steigendem Maße als peinlich“, zumal man dafür bereits Finanzmittel von der Notgemeinschaft der Deutschen Wissenschaft erhalten hatte. Als 1951 noch immer nichts Konkretes vorlag, Aldingers Manuskript war in Verlauf des Zweiten Weltkriegs verloren gegangen, entschied sich Hennig dazu, das zu veröffentlichen, was ihm von Aldingers Bearbeitung bekannt war und betonte dabei dessen Autorenschaft. Die einzige Änderung, die Hennig, nach seinen eigenen Angaben, durchführte, war die grammatikalische Korrektur des Artzusatzes liassicus zu liassicum.
Bedingt durch die einigermaßen verworrene frühe Forschungsgeschichte finden sich, vor allem in der älteren Literatur, unterschiedliche Angaben zu Autor und Jahr der Erstbeschreibung von Gattung und Typusart. Ebenso unklar war lange Zeit die systematische Stellung innerhalb der Quastenflosser und sogar die Gültigkeit als eigenständiges Taxon wurde teilweise angezweifelt. In einigen Lehrbüchern wurde Trachymetopon als Juniorsynonym von Holophagus gewertet.(z. B. )

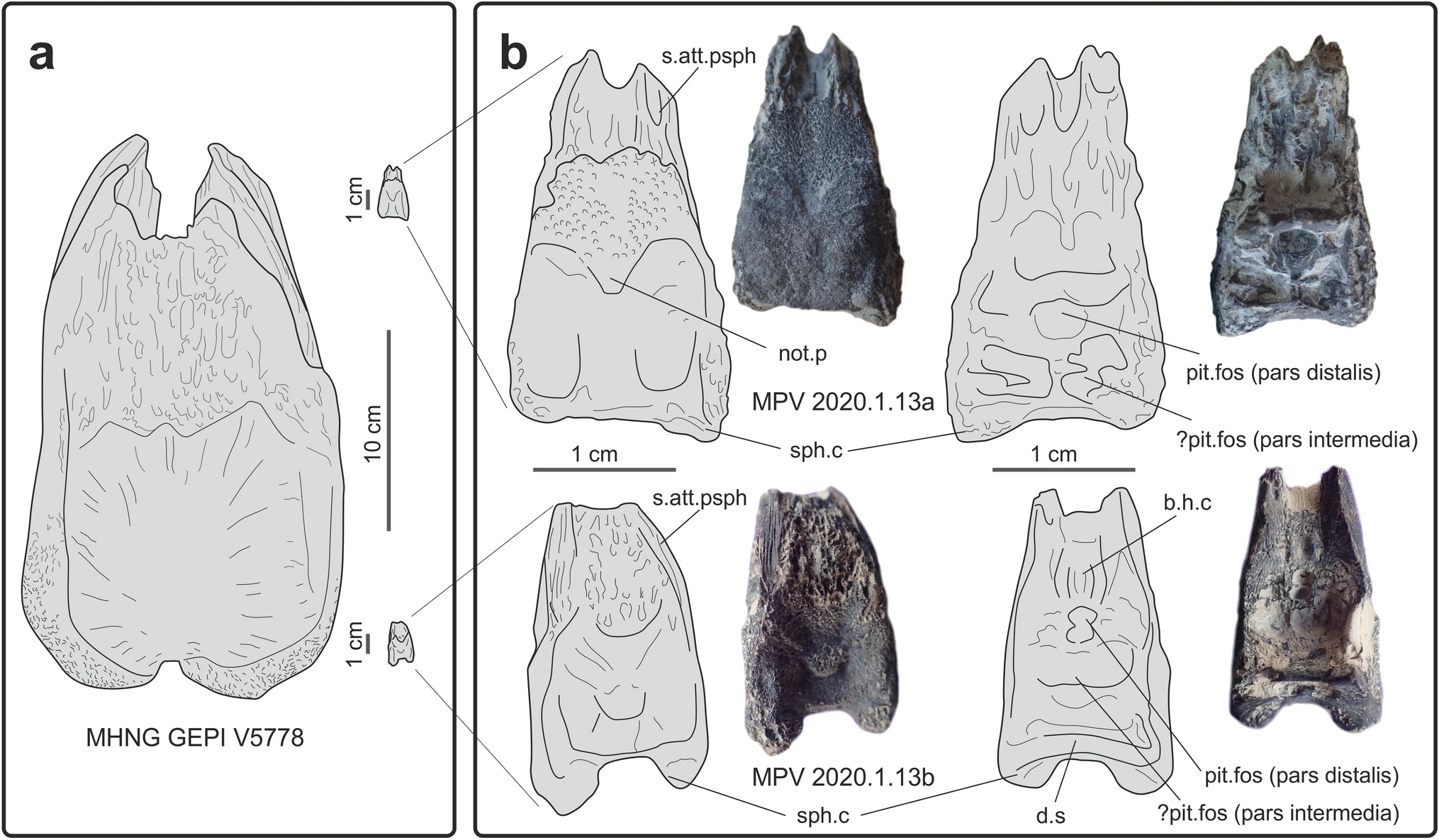
Trachymetopon sp.: Basisphenoide von neugeborenen oder embryonalen Exemplaren (MPV 2020.1.13a und MPV 2020.1.13b) im Vergleich zum Basisphenoid des adulten Exemplars MHNG GEPI V5778

Im Jahr 2014 beschrieben Hugo Dutel und Koautoren das große Palatoquadratum (MPV.2012.1.1) eines Quastenflossers aus dem Callovium der bekannten Fossilfundstelle Les Vaches Noires bei Villers-sur-Mer an der Küste der Normandie als nicht näher identifizierbare Art der Gattung Trachymetopon (Trachymetopon sp.). Ein Jahr später erfolgte eine komplette Neubeschreibung der Gattung und Typusart unter Berücksichtigung des Holotypus (GPIT.OS.770) und der bereits bekannten Exemplare SMNS.15091 und MPV.2012.1.1 sowie von zwei weiteren Fossilbelegen aus dem Sinemurium von Holzmaden (SMNS.56372) und dem Toarcium von Ohmden (SMNS.95889). Die Autoren dieser Arbeit erwähnten zwar beiläufig Aldingers Beitrag zur Erstbeschreibung, verzeichneten Gattung und Typusart jedoch als Trachymetopon Hennig, 1951 bzw. Trachymetopon liassicum Hennig, 1951. Gleichzeitig wurde die Gattung erstmals in einer phylogenetischen Analyse der Quastenflosser berücksichtigt und der Gruppe der Mawsoniidae zugeordnet.
Weitere Fossilbelege von Les Vaches Noires wurden 2021 beschrieben. Darunter befanden sich ein sehr großes Schädelfragment (MHNG GEPI V5778) und ein mehrere Dezimeter langes Ceratohyale, ein paariges Skelettelement im Unterkieferbereich des zweiten Kiemenbogens, (MPV 2014.2.344) von adulten Individuen, aber auch zwei winzige Basisphenoide (MPV 2020.1.13a und MPV 2020.1.13b), die möglicherweise von Embryonen oder neugeborenen Jungfischen stammen. Gleichzeitig wurde das Fossil eines Quastenflossers (SMC J27415) aus dem Kimmeridgium von Cambridgeshire, welches Thomas Henry Huxley bereits 1866 als Macropoma substriolatum beschrieben hatte, unter Vorbehalt als Trachymetopon („Macropoma“) substriolatum in die Gattung Trachymetopon gestellt.

## Merkmale

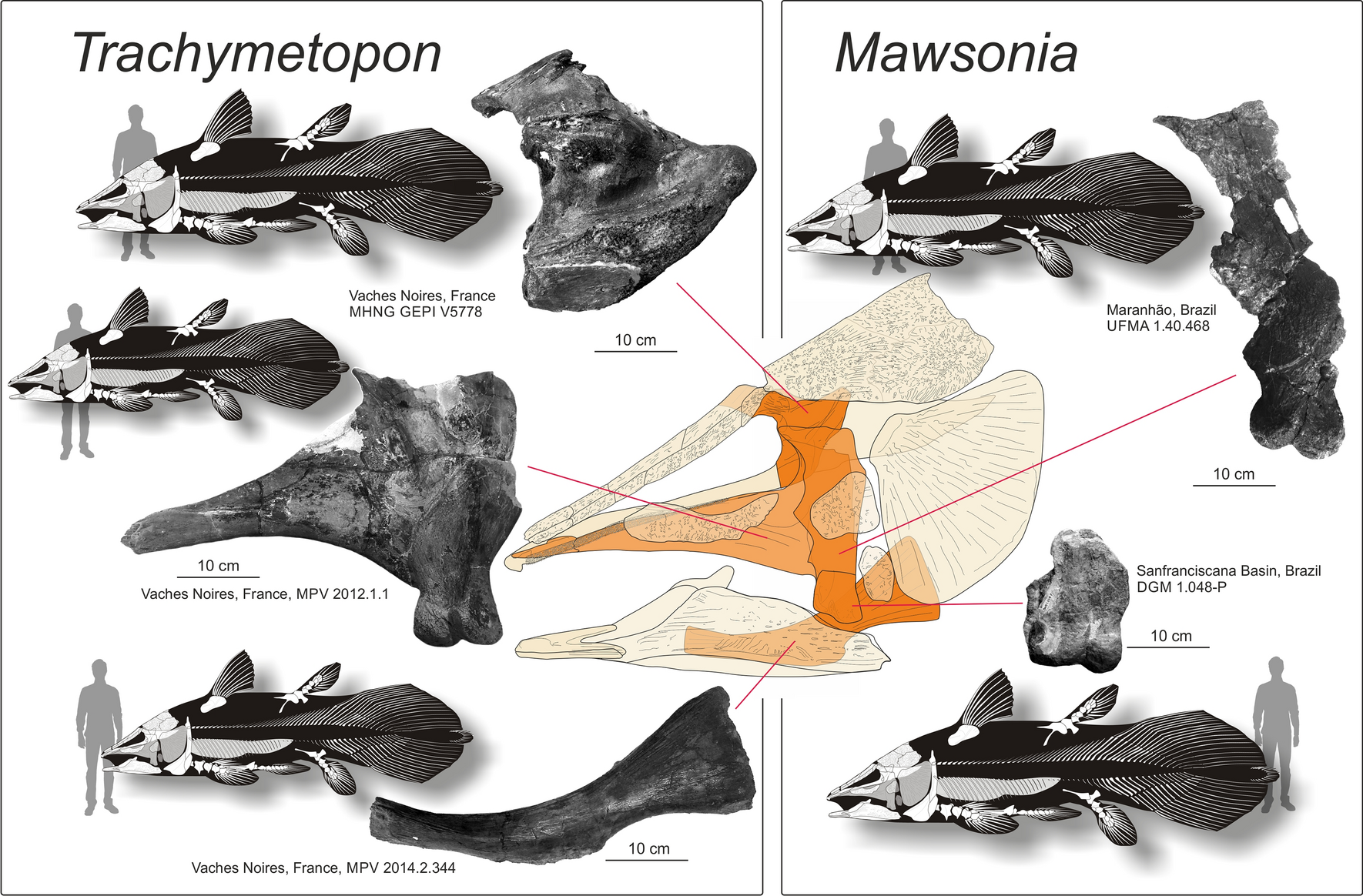
Trachymetopon im Größenvergleich mit Mawsonia; die menschliche Silhouette entspricht einer 1,8 m großen Person

(In Klammern angegebene Abkürzungen beziehen sich auf nebenstehende Abbildungen)
Der Holotypus (GPIT.OS.770) umfasst ein nahezu vollständiges und weitgehend artikuliertes (in anatomischem Zusammenhang stehendes) Skelett mit einer Länge von etwa 1,6 m. Hennig gibt 1951 die Länge des Fossils mit 1,64 m an und schätzt die Gesamtlänge des Tiers zu Lebzeiten auf 1,7–1,8 m, was in etwa der Größenordnung der rezenten Quastenflosser-Gattung Latimeria entspricht. Die Funde von Trachymetopon sp. aus dem Callovium von Frankreich deuten dagegen auf wesentlich größere Individuen hin. Für die Fossilbelege MPV.2012.1.1, MPV 2014.2.344 und MHNG GEPI V5778 werden Körperlängen von 4,0–5,0 m angenommen. Trachymetopon wird damit unter den Quastenflossern größenmäßig nur noch von der Gattung Mawsonia, mit einer geschätzten Körperlänge von bis zu 5,3 m, übertroffen. Mit Ausnahme der zu Mawsonia nahe verwandten Gattung Axelrodichthys und der Latimeriiden-Gattung Megalocoelacanthus, die mit jeweils bis zu 3,5 m Körperlänge ebenfalls beachtliche Größen erreichen konnten, sind die meisten anderen fossilen Quastenflosser mit, in der Regel, <0,5 m relativ klein.

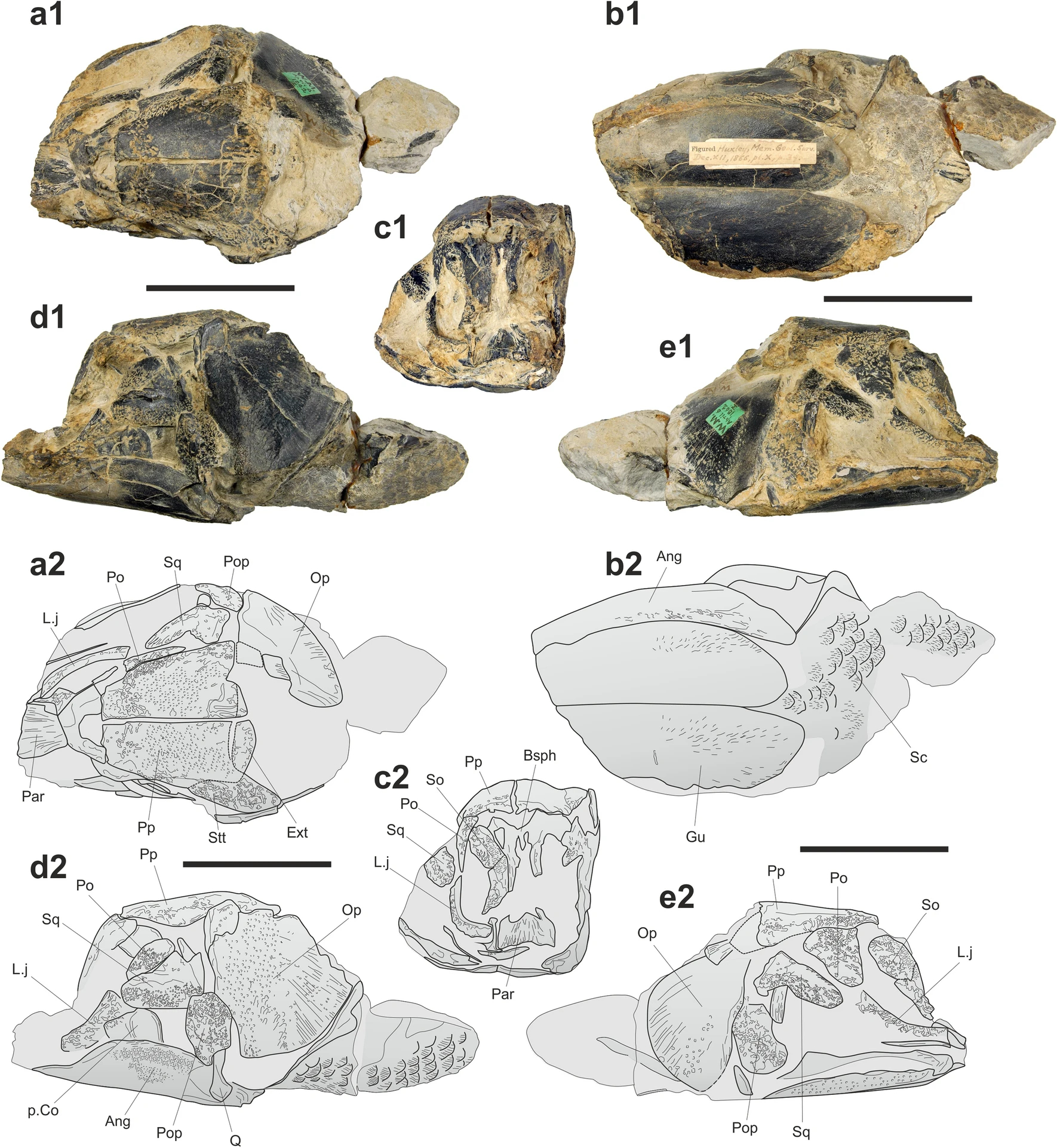
Trachymetopon („Macropoma“) substriolatum (Holotypus SMC J27415)

Der langgestreckte, eher niedrige Schädel mit kräftiger Oberflächenskulpturierung an der Außenseite des Schädeldaches und des Os angulare (Ang) am Unterkiefer, das Fehlen eines ventral absteigenden Fortsatzes am Supratemporale (Stt; ein paariger Deckknochen des Schädeldaches), das Fehlen eines Suboperculums am Kiemendeckel (Op), verknöcherte Rippen und die differenzierte Oberflächenskulpturierung der Schuppen (Sc) weisen Trachymetopon als Vertreter der Mawsoniidae aus.
Trachymetopon unterscheidet sich von anderen Vertretern der Mawsoniidae durch eine Kombination von Merkmalen, die, zum Teil, einzeln auch bei anderen Gattungen der Gruppe auftreten können. Drei Extrascapulare (Ext), die, zwischen dem paarigen Supratemporale, den hinteren Rand des Schädeldaches bilden, sind unter anderem auch von Axelrodichthys und Lualabaea bekannt. Vier Extrascapulare am hinteren Rand des Schädeldaches werden beispielsweise von Chinlea oder Parnaibaia beschrieben, während bei Mawsonia nur zwei bekannt sind. Im Gegensatz dazu sind die Supratemporale, ähnlich wie bei Mawsonia, in ihrer anterioren Ausdehnung begrenzt, während sie etwa bei Axelrodichthys oder Chinlea einen Großteil des lateralen Randes des Postparietalschildes (hinterer Teil des Schädeldaches der Fleischflosser) einnehmen. Bei Axelrodichthys und Luopingcoelacanthus ist das Basisphenoid (Bsph) nach vorne erweitert und umschließt ein Foramen für den Sehnerv. Dieses Merkmal ist bei Trachymetopon nicht ausgebildet. Die Sutur zwischen Prooticum und Basioccipitale ist bei Trachymetopon einfach, bei Axelrodichthys hingegen komplex aufgebaut.
Die vordere Rückenflosse wird von mehr als 10 Flossenstrahlen aufgespannt. Hennig gibt 1951 die Anzahl mit etwa 15–20 an, während Dutel et al. 2015 mindestens 20 Flossenstrahlen zählen. Bei Chinlea, Mawsonia, Parnaibaia und Yunnancoelacanthus ist die Anzahl der Flossenstrahlen der vorderen Rückenflosse auf 8–10 beschränkt. Für Axelrodichthys werden 8–11 Flossenstrahlen angegeben, bei Luopingcoelacanthus sind es 12.

## Systematik
Trotz des guten Erhaltungszustandes der Fossilbelege wurde Trachymetopon erst 2015 in einer phylogenetischen Analyse der Quastenflosser berücksichtigt. Dutel et al. verglichen 41 Taxa anhand von 110 charakteristischen Merkmalen und konnten Trachymetopon eindeutig der Gruppe der Mawsoniidae zuordnen.
Das nebenstehende Kladogramm zeigt das Teilergebnis einer späteren Analyse, bei der 50 Taxa berücksichtigt wurden. Aus Gründen der Übersichtlichkeit wird hier nur die Klade der Latimerioidei (= Mawsoniidae + Latimeriidae) wiedergegeben. Trachymetopon zeigt sich, tief verwurzelt innerhalb der Mawsoniidae, in einer Polytomie mit Lualabaea und der Teilklade Mawsonia + Axelrodichthys. Die Polytomie bildet eine gemeinsame Klade mit den Gattungen Parnaibaia, Chinlea und Yunnancoelacanthus, der innerhalb der Mawsoniidae eine Schwesterklade mit den Gattungen Luopingcoelacanthus und Atacamaia gegenübersteht.
Die Gattungen Undina, Holophagus und Macropoma, die im Zusammenhang mit Trachymetopon genannt wurden, finden sich dagegen tief in der Gruppe der Latimeriidae in einer gemeinsamen Klade mit der rezenten Gattung Latimeria. Sie sind zwar untereinander, mit Trachymetopon jedoch nicht näher verwandt.

## Palökologie
Alle Fossilbelege, die bislang der Gattung Trachymetopon zugeordnet wurden, stammen aus Ablagerungen der jurassischen Epikontinentalmeere Europas. Trachymetopon wird dementsprechend als marine Lebensform interpretiert. Dies ist insofern ungewöhnlich, als die meisten anderen Vertreter der Mawsoniidae aus den Ablagerungen von Süß- und Brackwasser-Milieus stammen, während sich die marinen Quastenflosser des Jura und der Kreide in der Regel den Latimeriidae zuordnen lassen.
Vergleiche mit der rezenten Gattung Latimeria und die Anwendung von Kleibers Gesetz deuten für Trachymetopon eine niedrige Metabolismusrate und eine sehr hohe Lebenserwartung von möglicherweise mehreren Hundert Jahren an.